# Leiophasma lucubense
Leiophasma lucubense är en insektsart som först beskrevs av Brancsik 1893.  Leiophasma lucubense ingår i släktet Leiophasma och familjen Anisacanthidae. Inga underarter finns listade i Catalogue of Life.